# ジョン・ホークス (テニス選手)
ジョン・ホークス（John Hawkes, 1899年6月7日 - 1990年3月31日）は、オーストラリア・ビクトリア州ジーロング出身の男子テニス選手。フルネームは John Bailey Hawkes （ジョン・ベイリー・ホークス）という。テニス文献では「ジャック・ホークス」（Jack Hawkes）と記載されることもある。1926年の全豪選手権男子シングルス優勝者で、同選手権で1922年・1926年・1927年の3度にわたり、男子ダブルス・混合ダブルスの2冠を獲得した。全米選手権の混合ダブルスでも1925年・1928年に2度の優勝がある。左利きの選手で、対戦相手にとって予測しづらいツイスト・サーブとボレーを持ち味にした。

## 来歴
ホークスは1921年から、男子テニス国別対抗戦・デビスカップオーストラリア代表選手に選ばれた。初めてのデビスカップ戦では、彼は対日本戦でシングルス2試合を落とし、熊谷一弥と清水善造の両選手に敗れたことがある。デビスカップ終了後、彼はしばらくアメリカにとどまり、全米選手権に最初の出場をしている。それから、彼は1922年全豪選手権に初参加し、男子ダブルス・混合ダブルスの2冠を獲得した。1922年の全豪選手権は、女子競技の3部門が増設され、第1回の女子シングルス・女子ダブルス・混合ダブルスの3部門が開始された大会である。ホークスはエスナ・ボイドと組んで、全豪混合ダブルスの第1回優勝者になった。その後ホークスは1926年と1927年に全豪選手権の男子ダブルス・混合ダブルス2冠を獲得するが、3度とも男子ダブルスはジェラルド・パターソン、混合ダブルスはエスナ・ボイドとのコンビで優勝した。
1923年、ホークスはジェームズ・アンダーソンとともに2度目のデビスカップに出場し、2度目のアメリカ遠征に出た。この時も日本代表チームとの対戦があったが、日本には2年前のような勢いはなく、ホークスはシングルス第2試合で福田雅之助に勝った後、アンダーソンと組んだダブルス第3試合で清水善造＆柏尾誠一郎組を退けた。オーストラリアは「ワールドグループ」決勝まで勝ち進むが、決勝ではアメリカ・チームに1勝4敗で敗れ、ホークスは出場3試合すべてを落としている。この後2度目の全米選手権に出場し、キティ・マッケイン（イギリス）と組んだ混合ダブルスで準優勝した。ホークスとマッケインのコンビは、2年後の1925年全米選手権で優勝を果たした。
1926年全豪選手権で、ジョン・ホークスは男子シングルス初優勝を果たし、決勝でジム・ウィラードを 6-1, 6-3, 6-1 のストレートで圧倒した。ジェラルド・パターソンとの男子ダブルスとエスナ・ボイドとの混合ダブルスでも優勝し、ホークスは全豪選手権で男子選手初の「ハットトリック」（3部門制覇）達成者になった。全豪選手権男子シングルスにおける左利き選手の優勝は、1907年の第3回大会を制したホーレス・ライス以来2人目となる。ところが、翌1927年の全豪男子シングルス決勝で、ホークスはダブルス・パートナーのパターソンと対戦中、7本のマッチ・ポイント（このポイントを取れば勝利が決まる）を逃してしまい、結局 6-3, 4-6, 6-3, 16-18, 3-6 でパターソンに敗れて連覇を逃した。この大会でも、パターソンとの男子ダブルスとボイドとの混合ダブルスではタイトルを取っている。全豪選手権は、ホークスが3冠を獲得した1926年まで「オーストラレーシアン選手権」（Australasian Championships）という大会名称であったが、1927年から「オーストラリア選手権」（Australian Championships）の名称に変更された。
ホークスのテニス経歴最後の年となった1928年、全豪選手権は不本意な成績に終わる。シングルスでは準々決勝でジャック・クロフォードにストレートで敗れ、エスナ・ボイドとの混合ダブルス決勝に出場できず、ジャン・ボロトラ（フランス）とダフネ・アクハーストの組に「不戦敗」で終わった。この後、彼はキャリアで唯一のヨーロッパ遠征に旅立ち、全仏選手権でシングルスのベスト4に入り、ウィンブルドン選手権の男子ダブルスで、ジェラルド・パターソンとのコンビで準優勝する。ホークスとパターソンは、ウィンブルドン男子ダブルス決勝でフランスペアのアンリ・コシェ＆ジャック・ブルニョン組に 11-13, 4-6, 4-6 で敗れた。それから、ホークスは4度目の全米選手権に出場し、ここでも混合ダブルス優勝・男子ダブルス準優勝の記録を残した。最後の混合ダブルス優勝パートナーは、当時23歳のヘレン・ウィルスであった。パターソンと組んだ男子ダブルスでは、決勝でアメリカペアのジョージ・ロット＆ジョン・ヘネシー組から5ゲームしか奪えず 2-6, 1-6, 2-6 で惨敗した。1930年全豪選手権の男子ダブルス準優勝を最後に、ジョン・ホークスは30歳でテニス界から引退した。
ホークスはオーストラリアの同世代男子選手たちの中で、最も長生きした人である。下記参考文献のうち、ブルース・マシューズ著『Game, Set and Glory: A History of the Australian Tennis Championships』（ゲーム・セット・栄冠－オーストラリア・テニス選手権の歴史）は1985年に編纂された歴史書であるが、著者のマシューズは本書の10ページで、晩年のホークスに話を聞くことができた。全盛時代から60年あまり後、90歳のジョン・ベイリー・ホークスは1990年3月31日に故郷のギーロングで亡くなった。（注：彼の死去の日付については、本記事掲載の外部リンクではすべて1990年「3月31日」没となっているが、バド・コリンズ編の「テニス百科事典」のみ「5月31日」と記されている。）

## 主な成績
- 全豪選手権　男子シングルス：1勝（1926年）／男子ダブルス：3勝（1922年・1926年・1927年）／混合ダブルス：3勝（1922年・1926年・1927年）
- 全米選手権　混合ダブルス：2勝（1925年・1928年）　［男子ダブルス準優勝2度：1925年・1928年／混合ダブルス準優勝1度：1923年］
- 全仏選手権　男子シングルス・ベスト4：1928年
- ウィンブルドン選手権　男子ダブルス準優勝：1928年